# Connecteur Micro ribbon
 (juillet 2019).
Si vous disposez d'ouvrages ou d'articles de référence ou si vous connaissez des sites web de qualité traitant du thème abordé ici, merci de compléter l'article en donnant les références utiles à sa vérifiabilité et en les liant à la section « Notes et références ».

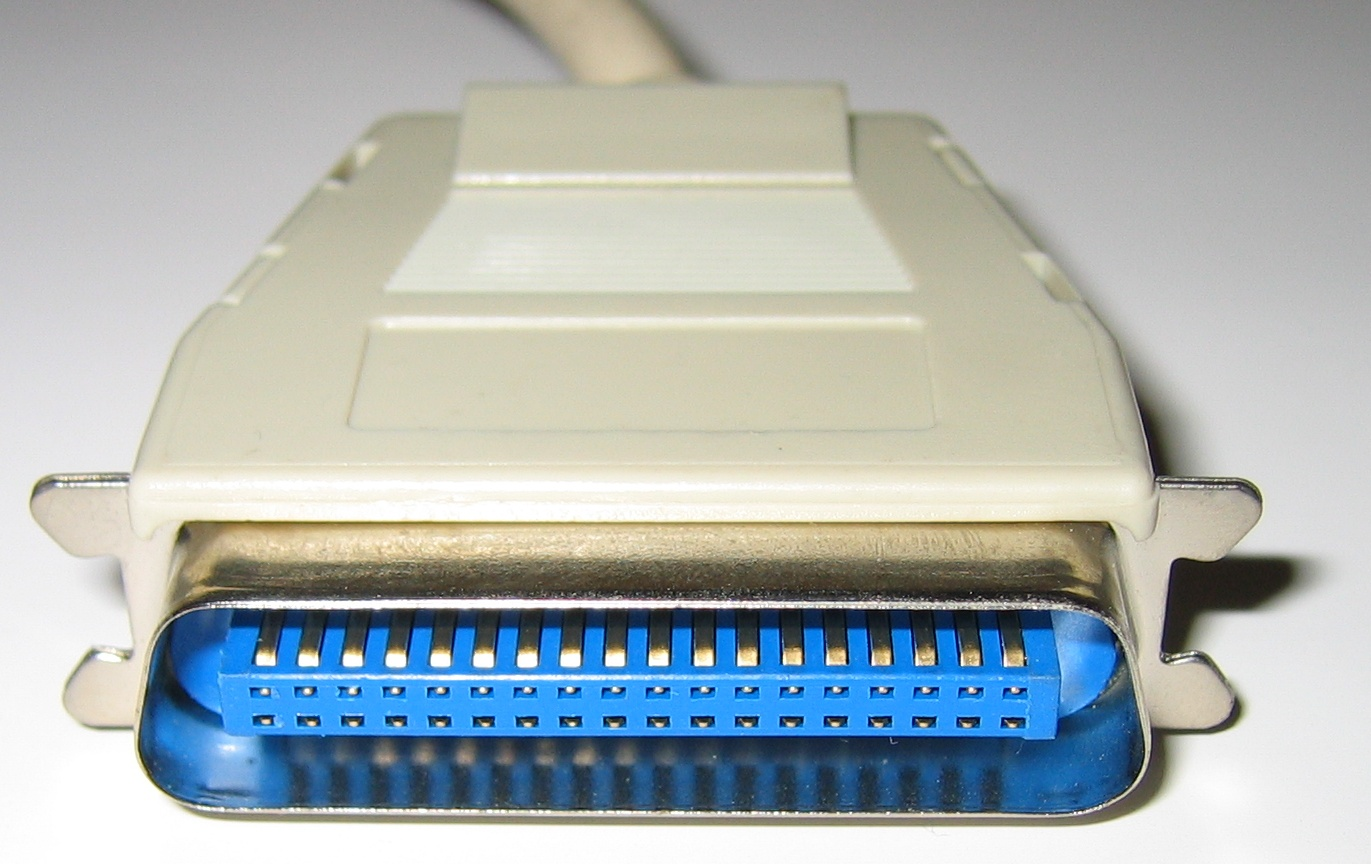
Cable avec connecteur Micro ribbon 36-pin male souvent surnommé Centronics

Le connecteur Micro ribbon est un type commun de connecteur électrique pour une variété d'applications, telles que les équipements informatiques et de télécommunications ayant de nombreux contacts.

## Description
Le connecteur contient deux rangées parallèles de contacts dans un boîtier blindé présentant une forme en D caractéristique similaire à celle utilisée dans les connecteurs D-sub-miniatures. Les contacts ne sont pas des broches, mais de petites bandes de métal plates, appelées contacts à ruban. Les connecteurs sont fabriqués dans de nombreuses capacités, notamment les variétés à 14, 24, 36, 50, 64 et 100 broches. Ils peuvent être montés sur des cartes, des panneaux ou des câbles de terminaison. Les fils sont fixés au moyen d'une soudure, d'un sertissage ou d'un déplacement d'isolant. Les connecteurs femelles ont des fermetures à glissière pour une connexion solide au connecteur mâle. Des vis peuvent également être utilisées pour sécuriser les connexions.
Ce type de connecteur est également appelé connecteur ruban, connecteur à ruban miniature, ruban mini D, ruban delta, Amphenol ou CHAMP, telco, 25 paires. Bien qu'il ait été inventé par Amphenol, de nombreuses entreprises le produisent maintenant, tels que 3M, Cinch Connectors, TE Connectivity (anciennement Tyco Electronics, anciennement AMP) et Hirose Electric Group.
Deux tailles principales sont disponibles. La taille plus grande a un pas de contact de 0,085 pouce. Cette taille, dotée de 36 broches et de verrous de sécurité, est également connue sous le nom de connecteur Centronics en raison de son introduction par Centronics pour une utilisation avec le port parallèle des imprimantes. Elle est normalisée au format IEEE 1284 de type B. Les autres connecteurs de cette taille sont également appelés Centronics. connecteurs. La plus petite taille a un pas de 0,050 pouce. Cette taille, avec 36 broches, est également connue sous le nom de connecteur mini-Centronics et est normalisée au format IEEE 1284 de type C.